# Viêm cân mạc hoại tử
Viêm cân mạc hoại tử (NF), thường được gọi là bệnh ăn thịt, là một nhiễm trùng dẫn đến tử vong của mô mềm của cơ thể. Đó là một căn bệnh nghiêm trọng khởi phát đột ngột lan nhanh. Các triệu chứng bao gồm da đỏ hoặc tím ở vùng bị ảnh hưởng, đau dữ dội, sốt và nôn. Các khu vực bị ảnh hưởng nhiều nhất là chi và chân tay. 
Thông thường các nhiễm trùng xâm nhập vào cơ thể thông qua một vết cắt trên da như cắt hoặc đốt. Các yếu tố nguy cơ bao gồm chức năng miễn dịch kém như bệnh tiểu đường hoặc ung thư, béo phì, nghiện rượu, sử dụng ma tuý và bệnh mạch ngoại biên. Nó không phải là phổ biến giữa người dân. Bệnh được phân thành bốn loại, tùy thuộc vào sinh vật lây nhiễm. Từ 55% đến 80% các ca bệnh liên quan đến nhiều loại vi khuẩn. Methicillin kháng Staphylococcus aureus (MRSA) có liên quan đến một phần ba các trường hợp. Hình ảnh y tế rất hữu ích để xác nhận chẩn đoán.
 Phòng ngừa bằng cách chăm sóc vết thương tốt và rửa tay. Nó thường được điều trị bằng phẫu thuật để loại bỏ các mô bị nhiễm và kháng sinh đường tĩnh mạch. Thường có sự kết hợp của kháng sinh được sử dụng như penicillin G, clindamycin, vancomycin, và gentamicin. Chậm trong phẫu thuật có liên quan đến nguy cơ tử vong cao hơn. Mặc dù điều trị có chất lượng cao, nguy cơ tử vong là từ 25% đến 35%. 
Viêm mô hoại tử ảnh hưởng đến 0.4 đến 1 người trên mỗi 100.000 mỗi năm. Cả hai giới đều bị ảnh hưởng như nhau. Nó trở nên phổ biến hơn ở người lớn tuổi và rất hiếm ở trẻ em. Viêm mô hoãn tử đã được mô tả ít nhất kể từ thời Hippocrates. Từ "necrotising fasciitis" đầu tiên được đưa vào sử dụng vào năm 1952.

## Dấu hiệu và triệu chứng

Sự bắt đầu của viêm mô hoại tử

Mọi người thường phàn nàn về những cơn đau dữ dội có vẻ quá mức khi nhìn bề ngoài của da. Người mắc bệnh ban đầu có dấu hiệu viêm, sốt và nhịp tim nhanh. Với sự tiến triển của bệnh, thường trong vài giờ, mô trở nên sưng lên dần dần, da trở nên bị đổi màu và phát triển mụn rộp. Crepitus có thể xuất hiện bên cạnh khả năng có chất dịch lỏng, được cho là giống với "nước rửa chén". Tiêu chảy và nôn mửa cũng là những triệu chứng thông thường. 
Trong giai đoạn đầu, dấu hiệu viêm có thể không rõ ràng nếu vi khuẩn nằm sâu bên trong mô. Ngược lại (nếu chúng không nằm sâu trong mô), các dấu hiệu viêm như đỏ và sưng lên hoặc da nóng, phát triển rất nhanh. Màu da có thể tiến triển đến màu tím, và vỉ có thể hình thành, với hoại tử tiếp theo (tử vong) của mô dưới da.
Hơn nữa, người mắc bệnh viêm tắc nghẽn thường bị sốt và xuất hiện bệnh. Tỷ lệ tử vong cao đến 73% nếu không được điều trị. Nếu không có phẫu thuật và hỗ trợ y tế, chẳng hạn như thuốc kháng sinh, nhiễm trùng sẽ nhanh chóng tiến triển và cuối cùng sẽ dẫn đến tử vong.
Khi nó ảnh hưởng đến háng(bẹn), nó được gọi là Fournier gangren.

## Nguyên nhân

### Nhân tố rủi ro
Hơn 70% trường hợp được ghi nhận ở những người có ít nhất một trong các tình huống lâm sàng sau đây: ức chế miễn dịch, tiểu đường, nghiện rượu / ma túy / hút thuốc lá, ung thư ác tính và các bệnh hệ thống mạn tính. Vì những lý do không rõ ràng, đôi khi nó xảy ra ở những người có tình trạng chung chung bình thường.
Nhiễm trùng bắt đầu tại nơi chấn thương, có thể nghiêm trọng (như kết quả của phẫu thuật), nhỏ, hoặc thậm chí không rõ ràng.

### Vi khuẩn
Các sinh vật thường gặp gồm Streptococcus nhóm A (Strep A), Klebsiella, Clostridium, Escherichia coli, Staphylococcus aureus, và Aeromonas hydrophila, và các loài khác. Nhiễm trùng nhóm A được xem là nguyên nhân phổ biến nhất gây viêm mô hoại tử. 
Phần lớn các bệnh nhiễm trùng do các sinh vật sống ký sinh trên da của con người. Các hệ thực vật da này tồn tại dưới dạng ăn bám và nhiễm trùng phản ánh sự phân bố giải phẫu của chúng (ví dụ: nhiễm trùng vùng quanh răng do các loài khan khí).
Các nguồn gây MRSA có thể bao gồm làm việc tại các nhà máy xử lý nước thải đô thị, tiếp xúc với nước tưới phun thứ cấp, tiếp xúc với các trang trại bón phân hoặc bùn cặn của người, thiết lập  bệnh viện, hoặc chia sẻ / sử dụng kim bẩn. Nguy cơ nhiễm trùng khi gây tê vùng được đánh giá là rất thấp, mặc dù được báo cáo. 
Vibrio vulnificus, một loại vi khuẩn có trong nước mặn, là một nguyên nhân hiếm gặp.

## Bệnh sinh lý học
Khái niệm "vi khuẩn ăn thịt" là một sự nhầm lẫn, nhưng trong thực tế, vi khuẩn không "ăn" mô. Chúng tiêu hủy các mô tạo nên da và cơ bằng cách giải phóng độc tố (các yếu tố độc lực).

## Chẩn đoán

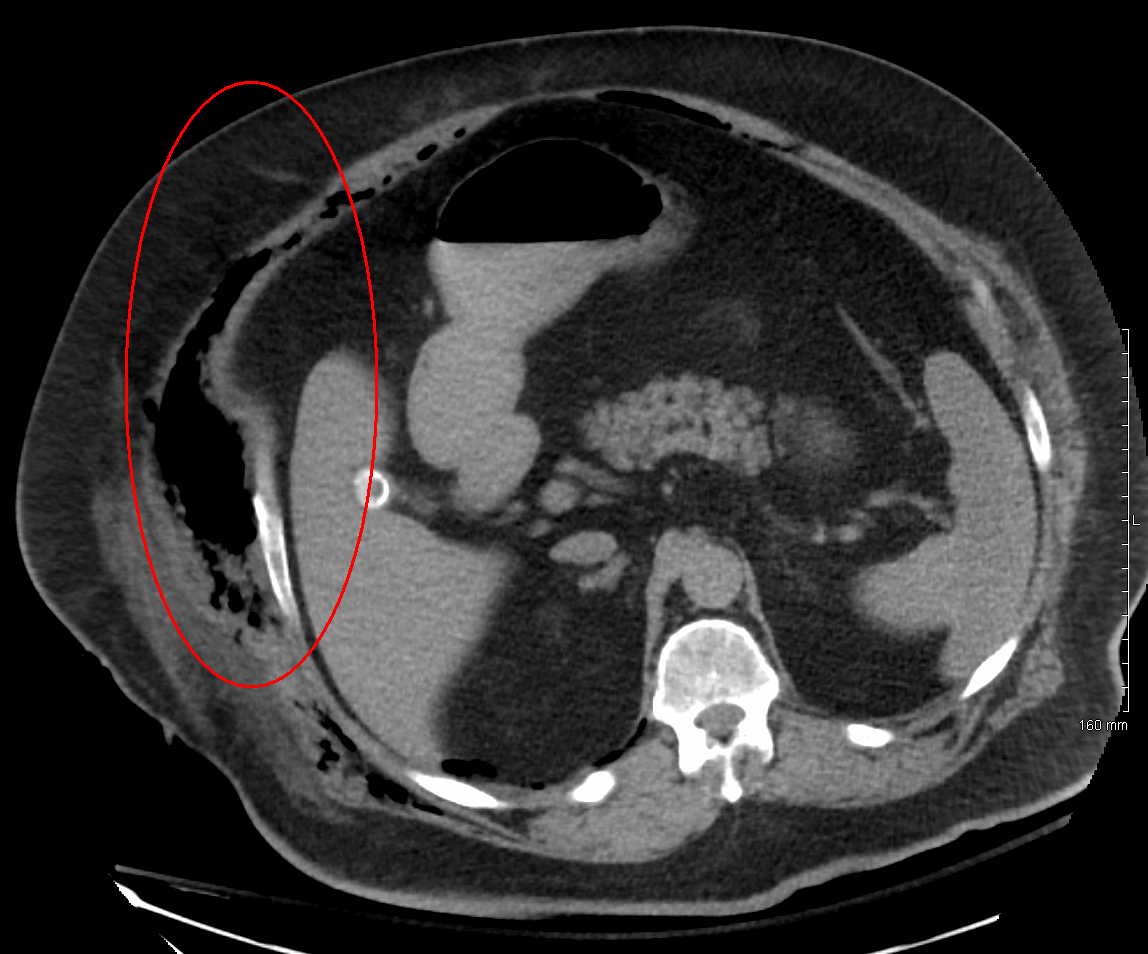
Viêm mô hoại tử sản xuất khí trong các mô mềm như đã thấy trên CT scan

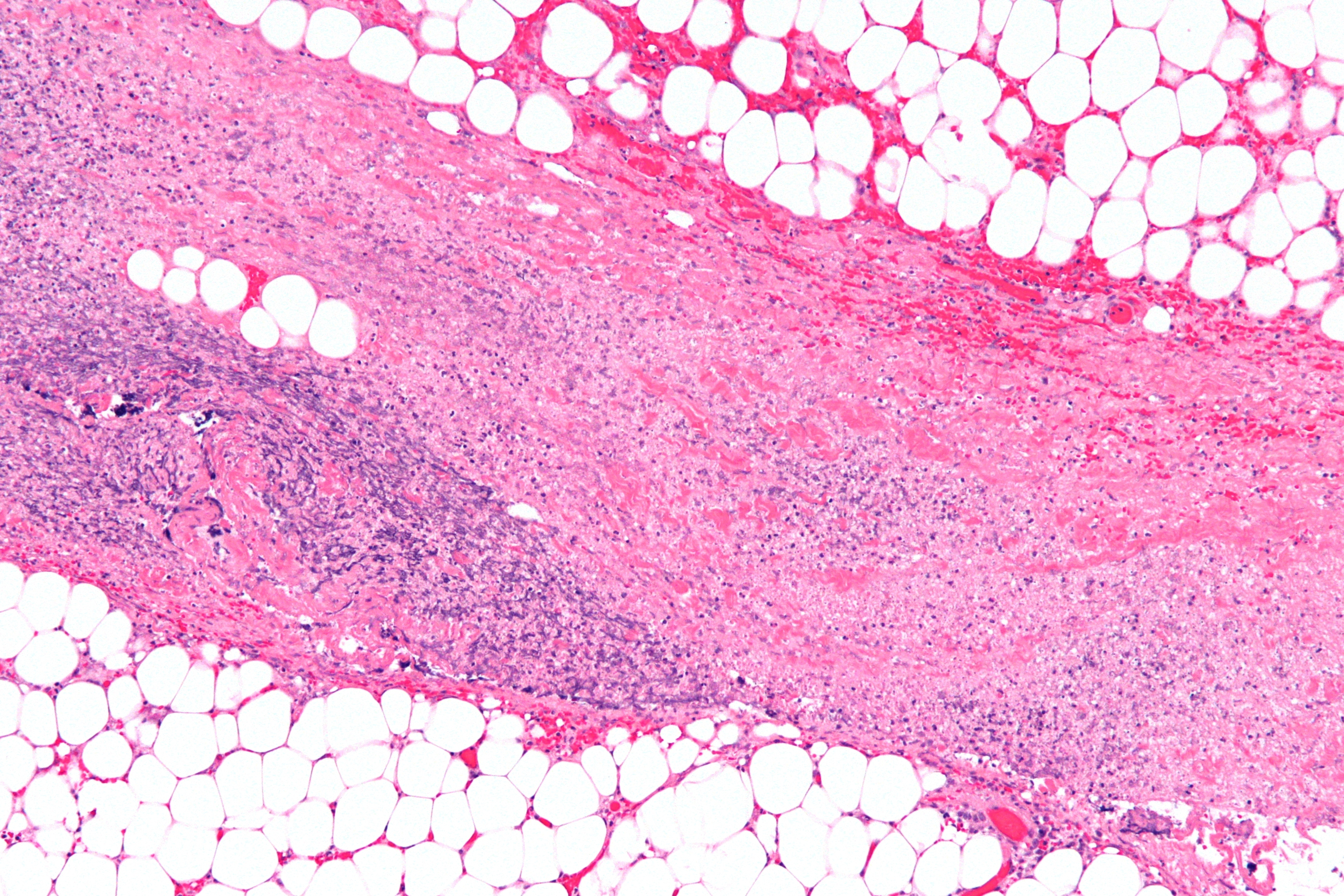
Hình ảnh vi mô của hoại tử, hiển thị hoại tử (giữa hình ảnh) của mô liên kết dày đặc, tức là màng phổi, nằm giữa các mô mỡ (trên cùng bên phải và dưới cùng bên trái của hình ảnh). H & E vết

Chẩn đoán sớm là rất khó vì căn bệnh thường xuất hiện sớm giống như nhiễm trùng da bề mặt đơn giản. Trong khi một số phương pháp phòng thí nghiệm và hình ảnh có thể làm tăng nghi ngờ viêm tụy hoại tử. Tiêu chuẩn vàng cho chẩn đoán là một tiểu phẫu khám phá trong trường hợp nghi ngờ ở mức cao. Khi có nghi ngờ, một vết rạch nhỏ "lỗ khóa" có thể được tiến hành tại vùng mô bị ảnh hưởng, và nếu một ngón tay dễ dàng phân tách mô dọc theo mặt phẳng chậu. Chẩn đoán sau đó được xác nhận và cần phải làm sạch toàn bộ. 
Chụp cắt lớp vi tính (CT scan) có thể phát hiện được khoảng 80% trường hợp trong khi MRI có thể tăng thêm một chút.

## Phòng ngừa
Cách phòng ngừa tốt nhất là phải chăm sóc vết thương tốt và thường xuyên rửa tay.

## Điều trị
- Phẫu thuật.
- Việc điều trị oxy bằng hồng ngoại đôi khi được sử dụng để điều trị nhiễm trùng mô mềm hoại tử kết hợp với thuốc kháng sinh và khử răng, nhưng vẫn thiếu các bằng chứng thuyết phục về hiệu quả của phương pháp này.[3][10]

## Dịch tễ học
Viêm mô hoại tử ảnh hưởng đến khoảng 0.4 ở mỗi 100.000 người mỗi năm ở Hoa Kỳ. Ở một số vùng trên thế giới, cứ mỗi 100.000 người phổ biến thì cứ 1 người.